# Магдалена Курас
Магдалена Курас (14 травня 1988) — шведська плавчиня.
Чемпіонка Європи з водних видів спорту 2014 року, призерка 2008 року.
Призерка Чемпіонату Європи з плавання на короткій воді 2013, 2015 років.